# Сельское поселение «Деревня Куркино»
Сельское поселение «Деревня Куркино» — муниципальное образование в составе Юхновского района Калужской области России.
Центр — деревня Куркино.

## Население
| 2010 | 2012 | 2013 | 2014 | 2015 | 2016 | 2017 |
| ---- | ---- | ---- | ---- | ---- | ---- | ---- |
| 284  | ↘277 | ↘272 | ↘265 | ↘247 | ↘240 | ↘238 |
| 2018 | 2019 | 2020 | 2021 |      |      |      |
| ↘232 | ↘226 | ↘217 | ↗292 |      |      |      |

## Состав
В поселение входят 8 населённых мест:
- деревня Куркино
- деревня Желетово
- деревня Кулиги
- деревня Луканино
- деревня Подполево
- деревня Раменье
- деревня Тарасово
- деревня Тибеки